# Herido por vivir
«Herido por vivir» es una canción compuesta por el músico argentino Luis Alberto Spinetta que se encuentra en el cuarto track de su quinto álbum solista, Mondo di cromo de 1983. El tema está interpretado por Spinetta en guitarra y voces, Leo Sujatovich en teclados (bajos y cuerdas Oberheim OB-X) y Pomo Lorenzo en batería.

## El tema
La letra de la canción, narrada en segunda persona, ya desde el título le habla al oyente del dolor de vivir ("tu cuerpo se está yendo sin ver nunca la luz"), una preocupación constante en su obra y que en Mondo di cromo tomaba la forma de preocupación por el desafío de comenzar vivir en democracia. En esos días, Spinetta le decía a Juan  Alberto Badía en un reportaje, que lo que él quería era "paz, que haya paz, es decir, entre los sucesos que nos golpean a diario es muy difícil descansar tranquilo y ser feliz".
Precisamente la canción tiene su punto de resolución en el agregado que tiene el segundo estribillo, donde la palabra "¡descansa!", ocupa el centro, a modo de consejo, casi de súplica.    
El tema se apoya en un riff de guitarra eléctrica en tonos crecientes (re-mi-fa-la) que ejecuta Spinetta, generando un clima de tensión, que da paso a la calma de la primera parte del estribillo, sostenido en las cuerdas del Oberheim OB-X que ejecuta Sujatovich, que a su vez se abre al sonido eléctrico volviendo al riff, mientras Spinetta canta "¡descansa!".